# ماهر صلاح
ماهر جواد صلاح (من مواليد 22 أكتوبر 1957) هو عضو في المكتب السياسي لحركة حماس ويشغل منصب الأمين العام للمكتب. كان عضوًا في المكتب السياسي أيضًا بين عامي 1996 و2008، وانتُخب مرتين لرئاسة مكتب حماس في الخارج في عامي 2012 و2017.

## السيرة الذاتية
ينتمي صلاح إلى أسرة أصلها من القدس. في عام 2014 تم اعتقاله من قبل سلطات السعودية واتهامه بتحويل أموال لصالح منظمة حماس. تم الإفراج عنه بعد نحو عام في زيارة خالد مشعل إلى السعودية، ولكن مُنع من مغادرة البلاد حتى عام 2016.
في عام 2017، أثناء شغله منصب رئيس حماس في الخارج، ألقى كلمة في مؤتمر في إسطنبول وقال: "كل من يظن أن حماس والشعب الفلسطيني سيتخلون عن المقاومة، هو واهم. حماس لن تتخلى عن المقاومة. المقاومة جزء من اسمها." كما صرح بشأن رئيس وزراء إسرائيل بنيامين نتنياهو قائلًا: "إسرائيل لن تحتفل بمئة سنة من الاستقلال، لأنها لن تبقى حتى ذلك الحين".
في مقابلة له في 18 أغسطس 2019 مع قناة الحوار الفضائية، التي تبث من لندن، قال إن إسرائيل هي جذور كل شر في الشرق الأوسط وأن ثورة كبيرة تقترب، ستتسبب في العديد من الضحايا وستغير المنطقة.
في عام 2021، خاض مرة أخرى الانتخابات على رئاسة "حماس الخارج" ضد خالد مشعل وخسر في الانتخابات.
ماهر هو عضو في المجلس المشرف على الجامعة الإسلامية في غزة. يحمل شهادة دكتوراه في الهندسة المدنية من جامعة لندن. كان ناشطًا في فترة دراسته بالكويت، وخلال فترة دراسته في لندن كان عضوًا في المنظمات الإسلامية والفلسطينية في المملكة المتحدة وأوروبا.